# Ara (Syria)
Ara (arab. عرى) – miejscowość w Syrii, w muhafazie As-Suwajda. W 2004 roku liczyła 6136 mieszkańców.